# Беляневич Вадим Едуардович
Беляневич Вадим Едуардович (нар. 30 квітня 1959 Київ) — український правник-адвокат, Заступник Голови Вищої ради правосуддя (з 2 лютого 2017 року). Кандидат юридичних наук. Заслужений юрист України (2019).

## Біографія, кар'єра
Народився 30 квітня 1959 року у місті Києві.
10.1981–01.1989 – інженер Військової частини № 63630.
01.1989–10.1990 – юрисконсульт Військової частини № 63630.
10.1990–07.1991 – юрисконсульт науково-виробничої фірми «Лена», м. Київ.
07.1991–07.1994 – заступник директора малого підприємства «Проксен», м. Київ.
07.1994–03.2006 – адвокат адвокатського об’єднання «Адвокатська фірма «Сергій Козьяков та партнери».
03.2006 – адвокат адвокатського об’єднання «Юридична фірма «Василь Кісіль і партнери».
12.06.2015 – призначений  членом Вищої ради юстиції III  з`їздом адвокатів України та склав присягу члена ВРЮ.
17.06.2015 – зупинив адвокатську діяльність.
17.06.2015 –  звільнений з посади адвоката адвокатського об’єднання «Юридична фірма «Василь Кісіль і партнери».
18.06.2015 – проведено державну реєстрацію припинення підприємницької діяльності фізичної особи-підприємця.
12.01.2017 – відповідно до рішення Вищої ради юстиції від 12 січня 2017 року № 11/0/15-17 Вищу раду юстиції реорганізовано шляхом перетворення у Вищу раду правосуддя; члени Вищої ради юстиції набули статусу члена Вищої ради правосуддя та здійснюють повноваження членів Вищої ради правосуддя;  Голова Вищої ради юстиції набув статусу та здійснює повноваження Голови Вищої ради правосуддя; створено Комісію з питань реорганізації Вищої ради юстиції та утворення Вищої ради правосуддя; затверджено Порядок здійснення заходів, пов’язаних із реорганізацією Вищої ради юстиції та утворенням Вищої ради правосуддя; вирішено вчинити дії для державної реєстрації Вищої ради правосуддя.
2.2.2017 — обраний Заступником Голови Вищої ради правосуддя.

## Громадська діяльність
- Член Науково-консультативної ради при Вищому господарському суді України (до 30.11.2017).
- Член Ради з питань судової реформи при Президентові України.
- Член Конституційної Комісії при Президентові України.
- Член Науково-консультативної ради при Верховному Суді.

## Наукові звання
- Кандидат юридичних наук (2001)

#### Декларація
- Е-декларація [Архівовано 17 квітня 2019 у Wayback Machine.]